# Keio-lijn
De Keiō-lijn (京王線, Keiō-sen) is de 38 km lange hoofdlijn van de spoorwegmaatschappij Keio in het westen van Tokio in Japan. De lijn verbindt de speciale wijk Shinjuku met de voorstad Hachioji. De Keio-lijn vormt een onderdeel van een netwerk en is verbonden met alle andere lijnen van de spoorwegmaatschappij Keio : de Keiō Shin-lijn, Sagamihara-lijn, Keibajō-lijn, Dōbutsuen-lijn, Takao-lijn en de Inokashira-lijn.

## Geschiedenis
Het deel van de lijn tussen Shinjuku en Chōfu werd in 1913 geopend. De uitbreiding tot Hachiōji werd voltooid in 1925.

## Treinen
Er worden zes types van treindiensten aangeboden op de Keiō-lijn.
- Lokale treinen (各駅停車, Kakueki Teisha) of afgekort Kakutei (各停). Tot 2001 werden deze treinen Futsū (普通) genoemd: L (Local)
- Sneltreinen (快速, Kaisoku): R (Rapid)
- Pendelaarsneltreinen (通勤快速, Tsūkin Kaisoku): CR (Commuter Rapid)
- Exprestreinen (急行, Kyūkō): Ex  (Express)
- Semi-speciale exprestreinen (準特急, Juntokkyū): SSE (Semi Special Express)
- Speciale exprestreinen (特急, Tokkyū): SE (Special Express)

## Stations
Afstanden en verbindingen zijn terug te vinden in de spoorlijntabel. De afkortingen van de diensten staan hierboven.
- S staat voor een stopplaats.
- N hier stoppen enkel de treinen van de Keiō Shin-lijn (nieuwe-lijn).
- (X) treinen stoppen hier soms

| Naam                | L | R | CR | Ex | SSE | SE  | Stad     |
| ------------------- | - | - | -- | -- | --- | --- | -------- |
| Shinjuku            | S | S | S  | S  | S   | S   | Shinjuku |
| (Hatsudai)          | N | N | N  | N  |     |     | Shibuya  |
| (Hatagaya)          | N | N | N  | N  |     |     | Shibuya  |
| Sasazuka            | S | S | S  | S  | S   |     | Shibuya  |
| Daitabashi          | S |   |    |    |     |     | Setagaya |
| Meidaimae           | S | S | S  | S  | S   | S   | Setagaya |
| Shimo-Takaido       | S | S |    |    |     |     | Setagaya |
| Sakurajōsui         | S | S | S  | S  |     |     | Setagaya |
| Kami-Kitazawa       | S |   |    |    |     |     | Setagaya |
| Hachiman-yama       | S | S |    |    |     |     | Suginami |
| Roka-kōen           | S |   |    |    |     |     | Setagaya |
| Chitose-Karasuyama  | S | S | S  | S  | S   |     | Setagaya |
| Sengawa             | S | S | S  |    |     |     | Chōfu    |
| Tsutsujigaoka       | S | S | S  | S  |     |     | Chōfu    |
| Shibasaki           | S |   |    |    |     |     | Chōfu    |
| Kokuryō             | S |   |    |    |     |     | Chōfu    |
| Fuda                | S |   |    |    |     |     | Chōfu    |
| Chōfu               | S | S | S  | S  | S   | S   | Chōfu    |
| Nishi-Chōfu         | S |   |    |    |     |     | Chōfu    |
| Tobitakyū           | S |   |    |    | (X) | (X) | Chōfu    |
| Musashinodai        | S |   |    |    |     |     | Fuchū    |
| Tama-Reien          | S |   |    |    |     |     | Fuchū    |
| Higashi-Fuchū       | S | S | S  | S  | (X) | (X) | Fuchū    |
| Fuchū               | S | S | S  | S  | S   | S   | Fuchū    |
| Bubaigawara         | S | S | S  | S  | S   | S   | Fuchū    |
| Nakagawara          | S | S | S  |    |     |     | Fuchū    |
| Seiseki-Sakuragaoka | S | S | S  | S  | S   | S   | Tama     |
| Mogusaen            | S | S | S  |    | (X) |     | Hino     |
| Takahatafudō        | S | S | S  | S  | S   | S   | Hino     |
| Minamidaira         | S | S | S  |    |     |     | Hino     |
| Hirayamajōshi-kōen  | S | S | S  |    |     |     | Hino     |
| Naganuma            | S | S | S  |    |     |     | Hachiōji |
| Kitano              | S | S | S  | S  | S   | S   | Hachiōji |
| Keiō Hachiōji       | S | S | S  | S  | S   | S   | Hachiōji |